# クレイボーン郡 (ミシシッピ州)
クレイボーン郡（英: Claiborne County）は、アメリカ合衆国ミシシッピ州の西部に位置する郡である。2010年国勢調査での人口は9,604人であり、2000年の11,831人から18.8%減少した。郡庁所在地はポートギブソン市（人口1,567人）であり、同郡で人口最大の都市でもある。

## 歴史
クレイボーン郡はミシシッピ準州第2代知事を務めたウィリアム・クレイボーンに因んで名付けられた。アメリカ合衆国国勢調査局に拠れば、黒人の人口構成比が84%であり、アメリカ合衆国の郡の中では第3位の比率である。この地域は長く綿花プランテーションとその関連産業の中心地だった。20世紀半ばには、あまり知られていないがアフリカ系アメリカ人による公民権運動の多くの闘争があった。

## 地理
アメリカ合衆国国勢調査局に拠れば、郡域全面積は501.36平方マイル (1,298.5 km2)であり、このうち陸地486.77平方マイル (1,260.7 km2)、水域は14.59平方マイル (37.8 km2)で水域率は2.91%である。

### 主要高規格道路
- アメリカ国道61号線
- ミシシッピ州道18号線
- ミシシッピ州道547号線
- ミシシッピ州道548号線
- ナチェズ・トレイス・パークウェイ

### 隣接する郡
- ウォーレン郡 - 北
- ハインズ郡 - 北東
- コピア郡 - 南東
- ジェファーソン郡 - 南
- テンサス郡 (ルイジアナ州) - 西

### 国立保護地域
- ナチェズ・トレイス・パークウェイ（部分）

## 人口動態
以下は2000年の国勢調査による人口統計データである。
| 基礎データ - 人口: 11,831人 - 世帯数: 3,685 世帯 - 家族数: 2,531 家族 - 人口密度: 9人/km2（24人/mi2） - 住居数: 4,252軒 - 住居密度: 3軒/km2（9軒/mi2） 人種別人口構成 - 白人: 15.18% - アフリカン・アメリカン: 84.11% - ネイティブ・アメリカン: 0.05% - アジア人: 0.14% - その他の人種: 0.10% - 混血: 0.41% - ヒスパニック・ラテン系: 0.79% | 年齢別人口構成 - 18歳未満: 26.3% - 18-24歳: 23.1% - 25-44歳: 22.3% - 45-64歳: 17.9% - 65歳以上: 10.5% - 年齢の中央値: 26歳 - 性比（女性100人あたり男性の人口） - 総人口: 85.7 - 18歳以上: 81.4 世帯と家族（対世帯数） - 18歳未満の子供がいる: 34.8% - 結婚・同居している夫婦: 36.5% - 未婚・離婚・死別女性が世帯主: 26.9% - 非家族世帯: 31.3% - 単身世帯: 28.0% - 65歳以上の老人1人暮らし: 10.9% - 平均構成人数 - 世帯: 2.72人 - 家族: 3.35人 | 収入と家計 - 収入の中央値 - 世帯: 22,615米ドル - 家族: 29,867米ドル - 性別 - 男性: 28,777米ドル - 女性: 20,140米ドル - 人口1人あたり収入: 11,244米ドル（州内で貧しい方の第8位、国内では第67位） - 貧困線以下 - 対人口: 32.4% - 対家族数: 27.9% - 18歳未満: 40.8% - 65歳以上: 28.0% |

## 都市と町

### 都市
- ポートギブソン - 郡庁所在地

### 未編入の町
- カーライル
- グランドガルフ
- ハーマンビル
- パッティソン
- ラッサム

## 観光地
- クレイボーン郡庁舎
- グランドガルフ原子力発電所
- グランドガルフ軍事州立公園

## 著名な出身者
- ジェイムズ・モンロー・トロッター、グランドガルフで奴隷として生まれ、南北戦争では有色人種としては北軍で最初の中尉になった。アメリカ合衆国郵政公社に初めて採用され、1886年にはワシントンD.C.の不動産登記証書記録官に指名された